# Tomaspis pellucens
Tomaspis pellucens is een halfvleugelig insect uit de familie schuimcicaden (Cercopidae). De wetenschappelijke naam van deze soort is voor het eerst geldig gepubliceerd in 1862 door Stål.